# Белоглазов, Сергей Алексеевич
Серге́й Алексе́евич Белогла́зов (род. 16 сентября 1956, Калининград) — советский борец вольного стиля, тренер, двукратный олимпийский чемпион, 6-кратный чемпион мира, многократный чемпион Европы и СССР. Заслуженный мастер спорта СССР (1980). Заслуженный мастер спорта Болгарии.

## Биография
Родился 16 сентября 1956 года в Калининграде, в рабочей семье. Отец — Старокулов Алексей Яковлевич. Мать — Белоглазова Антонина Алексеевна. Брат-близнец — Анатолий Белоглазов, олимпийский чемпион и трёхкратный чемпион мира по вольной борьбе.
Борьбой стал заниматься вместе с братом с 14 лет, в то время они весили по 27 кг. Первый тренер, Гранит Иванович Торопин, принял решение развести братьев по разным весовым категориям: Сергей «потяжелел» и стал выступать в категории до 52 килограммов, позднее — в весовых категориях до 57 и до 62 килограммов.
В 1977 году братья вместе с Г. И. Торопиным переехали в Киев и с 1979 года стали выступать за «Динамо» (Киев). После отъезда Торопина на работу в Индию Сергей тренировался у брата Анатолия.
Окончил Краснодарский государственный педагогический институт (1977) и Саратовское высшее командное училище МВД имени Ф. Э. Дзержинского. Спортивную карьеру борца Сергей закончил офицером МВД. Коронным приёмом борца являлся бросок наклоном захватом плеча и бедра с зацепом дальней ноги 
Работал в спортобществе «Динамо» тренером, затем два года в сборной СССР вместе с Миндиашвили и Ярыгиным. С 1990 по 1994 года работал старшим тренером олимпийской сборной США, с 1994 года по 1998 год — тренером сборной команды Японии.
В 1998 году вернулся в Россию и стал старшим тренером мужской сборной команды России по вольной борьбе. При нём сборная успешно выступала на Олимпиаде в Сиднее, на мировых и европейских чемпионатах. С 2003 года Сергей снова тренировал сборную команду США. В 2006—2009 годах работал главным тренером женской сборной России по вольной борьбе. В 2009 году был приглашён на пост главного тренера в команду Сингапура.
В настоящее время возглавляет сборную Московской области и Клуб спортивной борьбы ЦСКА.

## Личная жизнь
Первый брак. Жена — Наталья. Дети — Юлия, Сергей.

Второй брак. Жена — Белоглазова Ирина. Дети — Александра, Екатерина.

## Достижения
- Заслуженный мастер спорта СССР — 1980
- Заслуженный мастер спорта Болгарии
- Заслуженный тренер СССР
- Чемпион Олимпийских игр 1980 и 1988 в полулёгком весе
- Чемпион мира 1981—1983, 1985—1987
- Серебряный призёр чемпионата мира 1979
- Победитель командных соревнований на Кубок мира 1981, 1982, 1985, 1986
- Чемпион Европы 1979, 1982, 1984, 1987, 1988
- Чемпион СССР 1979—1982
- Бронзовый призёр летней Спартакиады народов СССР (1983)
- Победитель Спартакиады народов СССР 1979

## Награды
- Орден Трудового Красного Знамени
- Орден Дружбы народов
- Орден «Знак Почёта»

## Видео
— Сергей и Анатолий Белоглазовы на Олимпийских играх 1980 года

 — Олимпийские игры 1988, вольная борьба, 57 кг, финал: Сергей Белоглазов (СССР) — Аскари Махаммадиан (Иран)